# Kansas Jayhawks

Kansas Jayhawks textbaserade logotyp

Kansas Jayhawks är en idrottsförening tillhörande University of Kansas och har som uppgift att ansvara för universitetets idrottsutövning.

## Idrotter
Jayhawks deltager i följande idrotter:
| Herrar - Amerikansk fotboll - Baseboll - Basket - Friidrott - Golf - Terränglöpning | Damer - Basket - Fotboll - Friidrott - Golf - Rodd - Simhopp - Simning - Softboll - Tennis - Terränglöpning - Volleyboll |

## Idrottsutövare

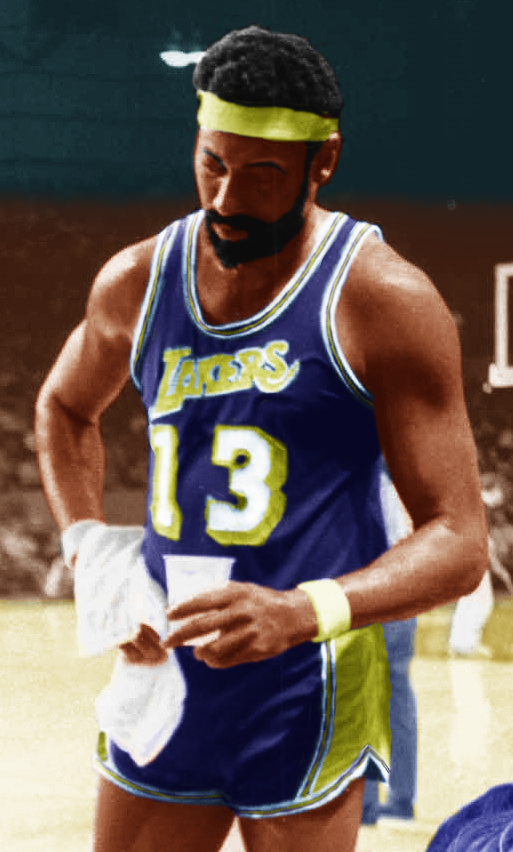
Wilt Chamberlain.

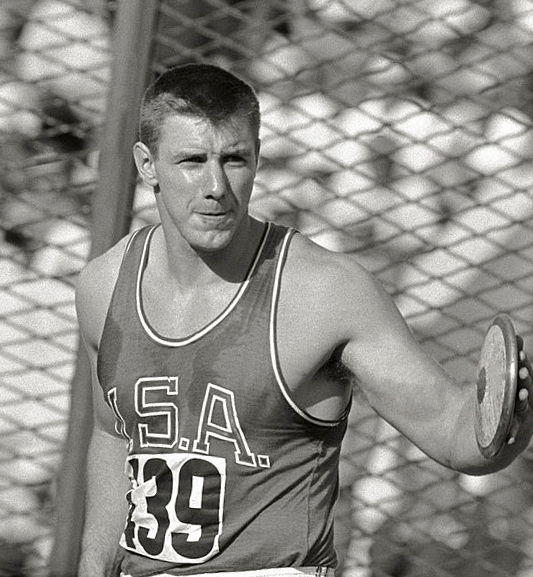
Al Oerter.

| Amerikansk fotboll - James Bausch - Bob Dole - Galen Fiss - Bob Hantla Basket - Ochai Agbaji - Udoka Azubuike - Phog Allen - James Bausch - Christian Braun - Mario Chalmers - Wilt Chamberlain - Gradey Dick - Bob Dole - Joel Embiid - Johnny Furphy - Marcus Garrett - Devonte' Graham - Quentin Grimes - Bill Hougland - Sasja Kaun - John Keller | - Bob Kenney - Maurice King - Bill Lienhard - Clyde Lovellette - Danny Manning - Kevin McCullar Jr. - Marcus Morris Sr. - Markieff Morris - Svjatoslav Mychajljuk - Paul Pierce - Mark Randall - Jo Jo White - Andrew Wiggins - Jalen Wilson - Lynette Woodard Friidrott - Kyle Clemons - Clifton Cushman - Courtney Hawkins - Billy Mills - Bill Nieder - Al Oerter - Jim Ryun |